# رویدادهای پس از اعلام نتیجه انتخابات ریاست‌جمهوری ایران (۲۳ خرداد)
|  |

## ناآرامی‌های تهران
- میدان فاطمی

آغاز ناآرامی‌ها از روبروی وزارت کشور ایران در میدان فاطمی و با اجتماع عده‌ای از مردم در روبروی این ساختمان شروع شد. این مردم با دخالت نیروی انتظامی متفرق شدند. پس از این واقعه پلیس یگان ویژه تمامی خیابان‌های منتهی به وزارت کشور را تحت کنترل قرار داد.
در این حال پلیس با بلندگوی از کسبه محل خواست تا مغازه‌های خود را تعطیل کنند.
- میدان ونک

در میدان ونک تهران نیز جمعتی در حدود ۲۰۰۰ نفر از حامیان میرحسین موسوی، با نیروهای پلیس درگیر شدند. این معترضین پس از مواجه شدن با حمله پلیس به سمت میدان فاطمی در جنوب خیابان ولیعصر حرکت کردند.
- پیوستن معترضین میدان فاطمی و میدان ونک

پس از پایان ساعت اداری مردم به صورت پراکنده به سمت میدان ولیعصر و میدان فاطمی حرکت کردند. و به‌طور پراکنده شعار مرگ بر دیکتاتور شنیده می‌شد. که این شعارها با واکنش پلیس مواجه می‌شد.
خبر حرکت یک گروه از معترضین از سمت میدان ونک به طرف میدان فاطمی باعث افزوده شدن جمعت بیشتری در میدان فاطمی شد. آن‌ها خیابان ولیعصر را بستند و بر روی زمین نشستند.
پس از بیست دقیقه معترضین میدان ونک به معترضین میدان فاطمی پیوستند. و جمعیت معترض در پیاده‌رو و سواره رو خیابان پخش شدند. در این حال پلیس به سمت معترضین حمله کرد ولی به خاطر جمعیت زیاد کاری از پیش نبرد و در این درگیری‌ها تعدادی پلیس مورد ضرب و شتم واقع شدند و ۴ موتور و ۳ ماشین توسط معترضین به آتش کشیده شد. پس از این حمله ناکام پلیس به استفاده از گاز اشک‌آور رو آورد.
در این حال معترضین با به آتش کشیدن سطل‌های زباله شهرداری و کندن نرده‌های کنار خیابان به سمت وزارت کشور پیش رفتند. دو اتوبوس شرکت واحد هم در راه به آتش کشیده شد. نیروهای پلیس برای متفرق کردن مردم از شلیک گلوله هوایی استفاده کردند.
- گسترش ناآرامی‌ها

پس از ایجاد درگیری در خیابان فاطمی، تظاهرات‌های مشابهی در خیابان‌های ولیعصر، زرتشت، فاطمی، میدان انقلاب، میدان ونک، میدان رسالت، چهارراه جهان کودک، خیابان میرداماد، خیابان تخت طاووس و سایر نقاط به درگیری شدید معترضان با نیروهای پلیس و لباس شخصی انجامید. خبرگزاری آسوشیتدپرس این درگیریها را «جدی‌ترین ناآرامی یک دهه گذشته در تهران» خواند. خبرگزاری فرانسه نیز خبری از درگیری طرفداران میرحسین موسوی و پلیس ضد شورش در مناطق مرکزی شهر تهران منتشر کرد. هزاران تظاهرکننده با راهپیمایی در خیابان‌های مختلف تهران ضمن آتش زدن چندین اتوبوس و سطل‌های بزرگ زباله اقدام به راه بندان خیابان‌ها کرده و علیه محمود احمدی‌نژاد، شعارهای «مرگ بر دیکتاتور» سر دادند. از شعارهای مردم در اعتراض‌های تهران، «موسوی موسوی رای مرا پس بگیر» و «دولت کودتا، استعفا استعفا» بود. پلیس ضد شورش با حمله به تظاهرکنندگان به شدت آن‌ها را مورد ضرب و شتم قرار داده و بسیاری از معترضان را بازداشت کرد.
در خیابان تخت طاووس مردم سنگربندی کرده و به سمت مأموران امنیتی سنگ پراکنی می‌کردند. در این حال مردم خانه‌های مجاور با شکستن موزائیک‌های خانه خود و دادن آن به معترضین به آنان کمک می‌کردند. مردم خانه‌های مجاور همچینی با بیرون ریختن روزنامه‌های باطله خود جهت سوزاندن برای کم کردن اثر گاز اشک آوری که مأموران امنیتی استفاده کرده بودند به معترضین کمک می‌کردند. در این درگیری یک خودرو مربوط به پلیس تهران در ابتدای بزرگراه مدرس به آتش کشیده شد.
ایرنا در پیامی حدود ساعت ۱۹ شب از قول سرهنگ محسن خانچرلی معاون عملیات پلیس نیروی انتظامی تهران بزرگ نوشت: با توجه به اینکه هیچ مجوزی برای تجمع مردم در تهران صادر نشده لذا هر گونه تجمع مغایر با قانون بوده و پلیس با عوامل آن و برهم زنندگان نظم عمومی در پایتخت برخورد خواهد کرد. خانچرلی همچنین اعلام داشت که برخی افراد که به نتیجه اعلام شده انتخابات اعتراض دارند از ساعاتی پیش در خیابان ولیعصر و خیابان‌های منتهی به میدان فاطمی تجمع کرده و به برخی از خودروهای شخصی آسیب رساندند که پلیس با حضور در این محدوده این افراد را متفرق کردند و برخی از این افراد به مقابله و پرتاب سنگ و دیگر اشیاء به سمت پلیس پرداختند.
- دخالت یگان ویژه مسلح ناجا

این وقایع تا ساعت ۸ شب به همین منوال ادامه پیدا کرد. در ساعت ۸ یگان ویژه مسلح ناجا وارد عمل شد و جمعیت را متفرق کرد و دوباره خیابان ولیعصر را در اختیار گرفتند. و اعلام شد از ساعت ۸ یگان ویژه حق تیر دارد. در شرایطی‌که بوق زدن خودروها روشی برای اعتراض به نتایج انتخابات یا همبستگی با معترضین شده‌است. معاون ترافیک پلیس راهنمایی و رانندگی تهران بزرگ اعلام کرد بوق زدن خلاف قانون است و پلیس وظیفه دارد با بوق زنندگان برخورد کند. وی به رانندگان توصیه کرد از بوق زدن در مناطقی که «تجمعات غیرقانونی» برگزار می‌شود، خودداری کنند.
در ساعات پایانی شب ۲۳ خرداد نیز، درگیری‌های وسیعی در امیرآباد شمالی و کوی دانشگاه گزارش شد. و اعتراض مردم با سر دادن شعار «الله اکبر» و رفتن به پشت بام‌ها یا از پنجره‌ها در شنبه شب ادامه پیدا کرد.

## اختلالات مخابراتی
در پی بروز این ناآرامی‌ها تلفن‌های همراه تمام شبکه‌های مخابراتی قطع گردید. تا یک روز پیش از روز انتخابات سیستم ارسال پیامک قطع شده بود. پس از انتشار فیلم‌های ویدئویی درگیری‌های تهران در اینترنت سایت‌های یوتیوب، فیس بوک، توییتر، دویچه وله فارسی، فریندفید و قلم نیوز نیز فیلتر شد و سرعت اینترنت نیز در ایران به شدت کاهش یافت و دربعضی از مناطق هر چند دقیقه برای ساعت‌ها به‌طور کامل دسترسی به اینترنت قطع می‌شد و سیگنال شبکهٔ ماهواره‌ای تلویزیون فارسی بی‌بی‌سی و خبرگزاریها هم مختل شد. در روز ۲۵ خرداد ۱۳۸۸، میلیبند وزیر امور خارجه بریتانیا، اخلال در اطلاع‌رسانی در روزهای قبل و بعد از انتخابات از جمله قطع شبکه ارسال پیامک، اخلال در پخش برنامه‌های تلویزیونی و لغو راهپیمایی‌ها را مغایر با شفافیت نسبی در جریان رقابت‌های انتخاباتی خواند.

## واکنش حزب اعتماد ملی
سعید رضوی فقیه سخنگوی حزب اعتمادملی اعلام کرد که اعضای این حزب در «عزای انتخابات آزاد و جمهوریت»، از این پس در محافل و تجمعات خود لباس سیاه به تن می‌کنند.

## ممانعت از برگزاری کنفرانس خبری میر حسین موسوی
میرحسین موسوی صبح روز ۲۳ خرداد اعلام کرد که در مورد نتایج انتخابات کنفرانس مطبوعاتی ای را در ساعت ۱۴ آنروز در محل روزنامه اطلاعات برگزار خواهد کرد. اما نیروی انتظامی مانع از برگزاری این کنفرانس شد.

## ناآرامی‌های زاهدان
در اعتراضاتی که در شهر زاهدان در خیابان دانشگاه رخ داد نیروی انتظامی چند نفر از طرفداران میرحسین موسوی را بازداشت کرده‌است.

## ناآرامی‌های دانشگاه رازی کرمانشاه
در ساعت ۱ بامداد روز ۲۵ خرداد در پی اعتراضات دانشجویان این دانشگاه نسبت به نحوه برگذاری انتخابات، موجی از دانشجویان فریاد «مرگ بر دیکتاتور» و «الله اکبر» سر می‌دادند که با مداخله یگان‌های ویژه به اعتراضات خاتمه داده شد. در پی این اعتراضات نمای ساختمان اصلی دانشگاه و دانشکده علوم آسیب دید.
در ساعات اولیه صبح روز ۲۵ همچنان دانشجویان از دانشکده فنی به سمت دانشکده علوم رفتند و نهایتاً در جلوی دانشکده ادبیات اجتماعی بزرگتر را تشکیل دادند. در این اعتراضات یگان‌های ویژه با اجتماع در بیرون دانشگاه اجازه خروج دانشجویان از دانشگاه را ندادند.

## ناآرامی‌های ارومیه
تظاهرات مردم ارومیه در مخالفت با نتایج انتخابات با مداخله پلیس پراکنده شد. در ارومیه شعار «مرگ بر دیکتاتور» علیه احمدی‌نژاد سر داده شد.

## تظاهرات هزاران نفری در ساری
هزاران زن و مرد در خیابان‌های ساری، مرکز استان مازندران، در مخالفت با نتایج انتخابات به تظاهرات پرداختند.
تظاهرات در خیابان‌های فرهنگ - قارن - پیوندی - انقلاب - فدک و میدان شهرداری و کوچه‌های اطراف آن انجام گرفت که با دخالت و خشونت از سوی نیروهای ضد شورش و مأموران لباس شخصی به درگیری انجامید.
در پی این درگیریها چندین نفر از طرفداران میرحسین موسوی بازداشت شدند.
در ساری شعارهای «نصر من الله و فتح قریب … مرگ بر این دولت مردم فریب» «مرگ بر دیکتاتور» «دولت مزدور نمی‌خوایم نمی‌خوایم» سر داده شد.

## اجتماع ایرانیان در خارج از ایران
جمعی از ایرانیان مقیم پاریس که تصمیم داشتند در روز ۲۳ خرداد زیر برج ایفل پیروزی میرحسین موسوی را تجلیل کنند. پس از اعلام نتایج به نشانه اعتراض در روبروی یکی از رادیوهای بین الملی دولت فرانسه جمع شدند.
شماری از ایرانی‌ها در مقابل کنسولگرهای جمهوری اسلامی در پایتخت‌های اروپایی مانند لندن و رم در اعتراض به نتیجه انتخابات تظاهرات کردند.

## ناآرامی‌های سایر شهرها
در شهرهای بابل، زاهدان، اصفهان، کرج، اهواز، کرمانشاه و شیراز نیز اعتراضاتی انجام شد. در روز ۲۳ خرداد ۱۳۸۸ در شهر مشهد نیز صدها تظاهرکننده با راهپیمایی در خیابان‌های این شهر نسبت به نتایج انتخابات ریاست جمهوری اعتراض نمودند. پلیس در برخورد با برخی از این اعتراضات، از جمله معترضین در مقابل دانشگاه شیراز، از گاز اشک‌آور استفاده کرد.

## بیانیه حفظ آرامش و خویشتنداری
میر حسین موسوی در بیانیه‌ای تخلفات در دهمین انتخابات ریاست جمهوری را بسیار جدی و رنجش عمیق ملت ایران را کاملاً به حق دانست. با این حال وی اعلام کرد: «قاطعانه از شما می‌خواهم هیچ فرد یا گروهی خود را در معرض صدمه قرار نداده، آرامش و متانت خویش را از دست ندهد و همگان در هر حال حساب خود را از هر گونه رفتار خشونت‌آمیز جدا نمایند. همچنین از نیروی انتظامی انتظار دارم با درایت مردم را از خود دانسته احساسات آن‌ها را در این شرایط درک کند.»

## دستگیری ده‌ها نفر از فعالان سیاسی
در شامگاه روز ۲۳ خرداد محسن میردامادی، زهرا مجردی، سعید شریعتی، عبدالله رمضان زاده و زهره آغاجری از اعضای دفتر سیاسی جبهه مشارکت و بهزاد نبوی، عضو سازمان مجاهدین انقلاب اسلامی پس از تشکیل جلسه فوق‌العاده‌شان بازداشت شدند. محمدعلی ابطحی، عضو مجمع روحانیون مبارز نیز از بازداشت محمدرضا خاتمی و مصطفی تاج‌زاده خبر داد. هدی صابر، تقی رحمانی و رضا علیجانی فعالان ملی مذهبی نیز دستگیر شدند.
احمد زیدآبادی نیز در جلوی منزلش بازداشت شد.
پس از رایزنی علی لاریجانی با دفتر رهبری، تعدادی از افراد بازداشت شده آزاد گردیدند. مردم همچنان خواستار دستگیری سران اصلی آشوبهای اخیر می‌باشند.
ده‌ها تن دیگر از فعالان سیاسی نیز در تبریز بازداشت شدند. این بزرگ‌ترین موج بازداشت فعالان سیاسی در دو دهه اخیر در ایران است.